# باتريك وودز
باتريك وودز (بالإنجليزية: Patrick Woods)‏ هو منافس ألعاب قوى أسترالي، ولد في 1967.

## وصلات خارجية
- باتريك وودز على موقع الاتحاد الدولي لألعاب القوى (الإنجليزية)
- باتريك وودز على موقع النتائج التاريخية لألعاب القوى الأسترالية (الإنجليزية)